# Riksdagen 1664
Riksdagen 1664 hölls i Stockholm.
Den 27 november 1663 utgick kallelse till ständerna att infinna sig till riksdag i Stockholm den 1 maj 1664. Till ridderskapet och adelns talman (lantmarskalk) utsågs Per Persson Sparre. Prästeståndets talman var biskopen i Linköping Samuel Enander, eftersom ärkebiskopen Johannes Canuti Lenaeus, som visserligen var närvarande under riksdagen, på grund av sin höga ålder (91 år) oftast inte kunde ta del i förhandlingarna. Borgarståndets talman var handelsborgmästaren i Stockholm Wilhelm Leuhusen, och bondeståndets talman var bonden Per Andersson från Askims härad i Västergötland.